# Tacco de Jamaïque
Coccyzus vetula
Espèce
Synonymes
- Saurothera vetula

Statut de conservation UICN

 LC  : Préoccupation mineure
Le Tacco de Jamaïque, Tacco de la Jamaïque, ou encore Tacco dominicain (Coccyzus vetula) est une espèce d'oiseau de la famille des Cuculidae, endémique de la Jamaïque.
Jusqu'en 2006, il était classé dans le genre Saurothera qui a été supprimé par l'AOU et dont les 4 espèces ont été intégrées au genre Coccyzus.
C'est une espèce monotypique (non subdivisée en sous-espèces).